# North Rona
Pour les articles homonymes, voir Rona.
North Rona est une île inhabitée du Royaume-Uni située au nord des Hébrides extérieures, en Écosse dans l'Atlantique nord.

## Étymologie
Le nom « Rona » vient potentiellement de hraun-øy, vieux norrois pour « île rude », une combinaison de ròn et øy, gaélique écossais et vieux norrois pour « phoque » et « île » respectivement, où elle pourrait avoir été nommée pour Rónán (en). Le qualificatif anglais « North » (Nord) est souvent utilisé pour distinguer l'île de South Rona au large de l'île de Skye. En gaélique elle est aussi connue comme Rònaigh an Daimh qui veut dire littéralement « Rona du cerf » mais qui pourrait être dérivé de Rònaigh an Taibh, qui contient le mot norrois tabh, qui signifie « océan » et donnerait donc « Rona de l'Atlantique ».

## Géographie
Sa superficie est de 109 hectares pour une altitude maximum de 108 mètres.
L'île se situe à 71 kilomètres au nord-nord-est du Butt of Lewis (en) (pointe nord de l'île de Lewis) et à la même distance du Cap Wrath, au nord-ouest de ce dernier. Elle se trouve également à 18 kilomètres à l'est de Sula Sgeir. Du fait de sa situation reculée et de sa superficie réduite, l'île apparaît sur peu de cartes du Royaume-Uni. Plus isolée que Saint-Kilda elle est l'île de l'archipel britannique la plus isolée à avoir été peuplée à long terme.